# A Little Respect
"A Little Respect" é uma canção lançada em 1988 pelo duo britânico Erasure, sendo o terceiro single europeu (e segundo americano) do seu álbum The Innocents.
A canção fez sucesso no Brasil e foi incluída na trilha sonora internacional da novela "O Sexo dos Anjos", exibida entre 1989/1990 pela TV Globo. Na trama de Ivani Ribeiro, "A Little Respect" foi tema do personagem "Otávio", interpretado por Humberto Martins.

## Letra
As letras são um apelo a um(a) amante com pedidos de compaixão, ao mesmo tempo em que se tem consciência da falta de respeito próprio que a paixão tem submetido. Em pelo menos dois versos a narrativa muda o interlocutor. No primeiro momento, as falas são direcionadas à pessoa amada, com pedidos de paciência e compaixão.
"That you give me no reason
Why you're making me work so hard"
(Tr.: Pois você não me dá nenhuma razão
Porque você está fazendo eu me esforçar tanto)
Já em outro momento, o interlocutor se altera e a narrativa se volta para a própria consciência.
Nas linhas do refrão, se estabelece um diálogo com a própria alma.
Soul, I hear you calling
Oh, baby, please
Give a little respect
To me
(tr.: Alma, eu ouço você chamando:
Oh, baby, por favor
Dê um pouco de respeito
Para mim)
Foi o décimo single do dueto e a canção foi tirada do seu terceiro álbum de estúdio.
Conhecido como uma de suas melhores canções, "A Little Respect" alcançou o quarto lugar no UK Singles Chart e foi o segundo sucesso consecutivo do Erasure no Top 20 da Billboard Hot 100, onde alcançou o número 14, chegando o número dois na lista em alguns momentos.

## Crítica
Ayhan Sahin, da revista Billboard, comentou sobre a canção de forma altamente favorável, dizendo que a versão é "surpreendentemente polida, prestando uma séria homenagem aos popstars de sintetizadores britânicos Andy Bell e Vince Clark". Ele continua dizendo que a estrutura da música permanece "intacta, assim como o refrão super-pegajoso, com guitarras acústicas e elétricas tocando de um lado para outro no lugar das batidas eletrônicas dos anos 80.